# Валер'яна лікарська
Валер'яна ліка́рська (Valeriana officinalis L.) Місцеві назва — маун, кадило, горобинка.
Під назвою валер'яна лікарська об'єднують кілька видів валер'ян, що мають лікувальне значення:
- валер'яна пагононосна (V. stolonifera Czern.), що росте на вологих луках, на сирих місцях у лісі, її кореневище розвиває довгі підземні пагони;
- валер'яна болотна (V. palustris Kr.), що росте на болотах, кореневище коротке, без пагонів, листки зісподу опушені;
- валер'яна руська (V. rossica Smirn.), що трапляється на суходільних луках, має кореневище без пагонів і короткощетинисті зісподу листки;
- валер'яна блискуча (V. nitida Kr.), яка росте на заливних луках, по галявинах заливних лісів, кореневище без пагонів, стеблові листки з шістьма-сімома парами листочків, вкритих зісподу рідкими короткими щетинками.

## Ботанічний опис

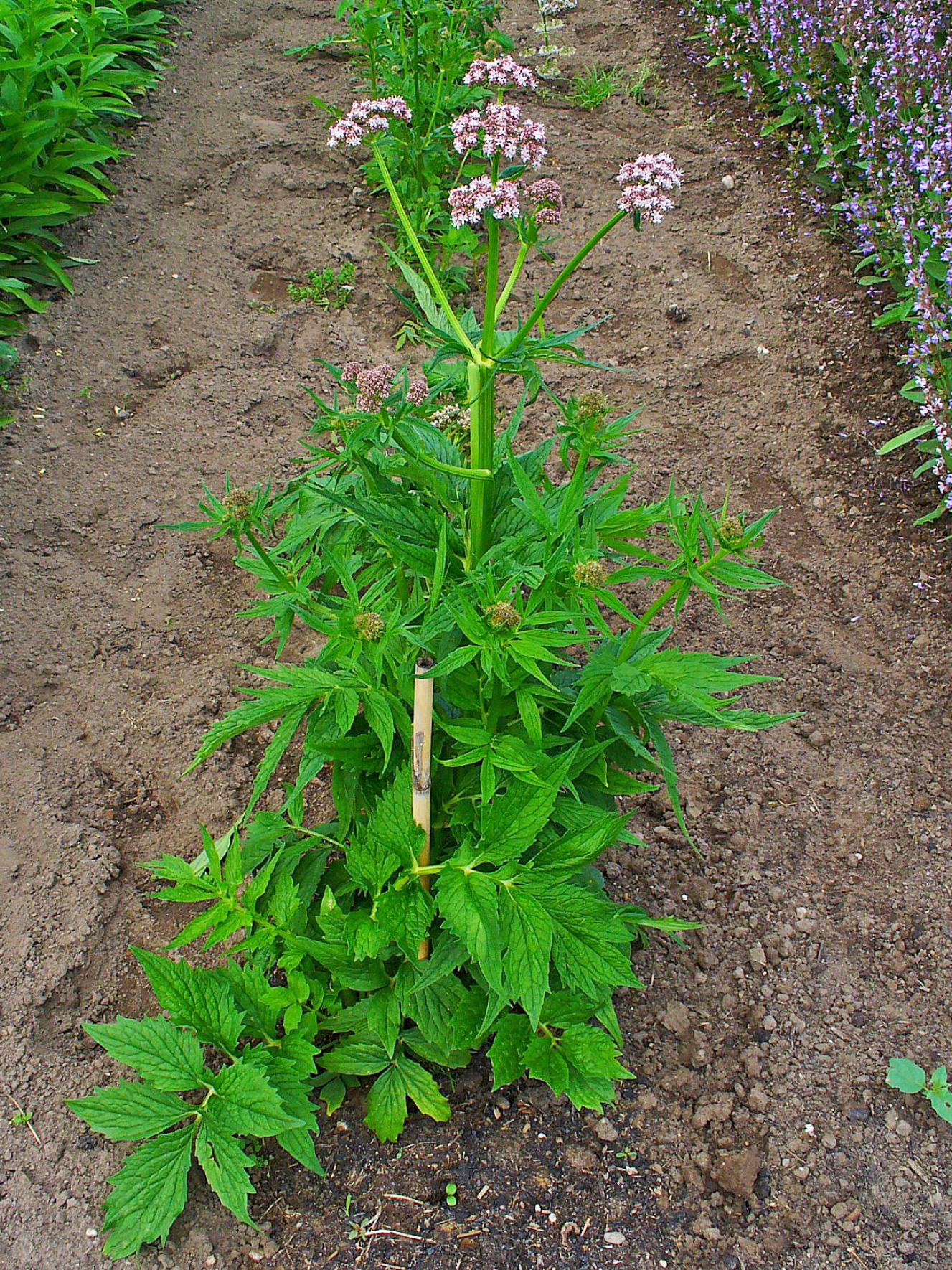
Валеріана лікарська — загальний вигляд

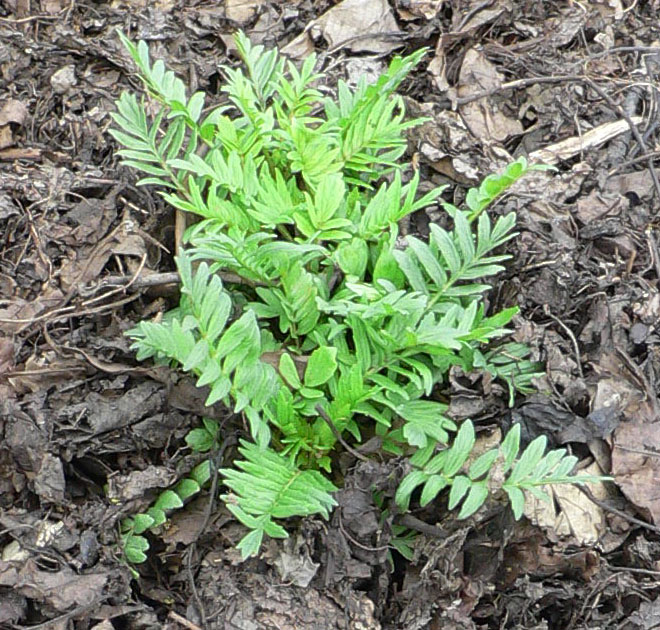
Листочки

Всі перелічені вище види валер'яни — багаторічні трав'янисті рослини (30-100 см заввишки) з пучком численних тоненьких коренів, що мають сильний запах. Стебло поодиноке (рідко їх 2—3), пряме, порожнисте, борозенчасте, у верхній частині розгалужене. листки супротивні, непарнопірчасті з 3—19 парами листочків. Листочки довгасті, ланцетні, яйцеподібно-ланцетні або лінійно-ланцетні. Квітки неправильні, зрослопелюсткові, зібрані у великі щиткоподібно-волотисті суцвіття. Чашечка малопомітна, при плодах перетворюється у чубок з 5—15 перистих щетинок. Віночок 4—5 мм завдовжки, червонуватий, темно-рожевий, зрідка білий або фіолетовий, трубчасто-воронкоподібний, з п'ятилопатевим відгином. Тичинок три, маточка одна з нижньою зав'яззю, стовпчиком і тридільною приймочкою. Плід — гола або опушена сім'янка з чубком на верхівці.
Валер'яна трапляється у вільшняках, на сирих і заболочених луках, у сирих листяних і мішаних лісах. Тіньовитривалі рослини. Цвітуть у червні — серпні.
Поширена майже по всій Україні. Промислове заготовлювання можливе у Чернігівській, Київській, Волинській, Рівненській, Вінницькій, Хмельницькій, Черкаській, Полтавській, Харківській, Тернопільській, Львівській, Івано-Франківській, Чернівецькій і Закарпатській областях. Запаси сировини значні, але зменшуються у зв'язку з осушенням і розорюванням річкових заплав, заболочених площ.
Культивуються як лікарські рослина. Вирощують переважно валер'яни блискучу, пагононосну й руську.,

## Практичне використання
Лікарська, ефіроолійна та медоносна рослина.
Корені валер'яни містять ефірну валер'янову олію, алкалоїди, смолу, дубильні речовини й органічні кислоти, цукри і крохмаль.

### Використання у медицині
У науковій медицині застосовують кореневища з коренями валер'яни — Rhizoma cum Radicibus Valerianae як засіб, що заспокійливо діє на нервову систему, як протиспазматичний, тонізуючий засіб, при нервових збудженнях, істерії, запамороченнях, безсонні, неврозах серця, нервовому серцебитті, астмі, епілепсії, мігрені, болю у животі й спазмах кишки, хворобах щитоподібної залози, як протиблювотний і глистогінний засіб. Зовнішньо валеріану використовують у вигляді примочок і компресів при запаленнях очей.
У народній медицині валер'яну здавна застосовують від пропасниці, для заспокоєння серцевих болів, при нервових збудженнях, істерії, головному болі, як апетитний, глистогінний, протиконвульсивний засіб, при епілепсії, тифозній гарячці. Корені валеріани застосовують при тифі, скарлатині, запаленні легень і хворобах матки.
У ветеринарії валер'яну застосовують при епілепсії і конвульсіях.
Ефірна олія, що міститься в коренях валер'яни (0,1 — 2,9 %), має антибактеріальну дію, пригнічує розвиток деяких бактерій, що викликають гниль і бактеріальний рак тютюну. Усі види валер'яни посередні медоноси, бджоли збирають з них тільки нектар. Медопродуктивність становить 87 — 137 кг цукру з 1 га.

### Фармакодинаміка
Седативний ефект настає повільно, але досить стабільний. Підсилює дію снодійних та седативних лікарських засобів, а також спазмолітиків. Галенові форми препарату мають певний гіпотензивний ефект, що проявляється при тривалому систематичному застосуванні. Під час лікування необхідно дотримуватися обережності під час водіння автотранспорту і заняття іншими потенційно небезпечними видами діяльності, що потребують підвищеної концентрації уваги і швидкості психомоторних реакцій.

### Лікарські форми
Використовується в таких лікарських формах:
- Рослинна сировина — подрібнені шматочки коренів і кореневищ різної форми світло-коричневого кольору або порошок сірувато-бурого кольору, можуть розфасовуватися у фільтр-пакети або пресуватися в брикети. Використовують для приготування настою;
- Настоянка валер'яни — прозора рідина червоно-бурого кольору (темніє під впливом сонячного світла), має характерний запах і солодкувато-гіркий смак;
- Екстракт валер'яни у вигляді пігулок і капсул.

### Лікарські препарати
Валер'яна лікарська входить до складу лікарських препаратів:
- Валер'яна — пігулки дозуванням від 20 до 60 мг
- Валер'яна — пігулки дозуванням 30 мг
- Валеріана Форте — пігулки дозуванням 40 мг
- Валеріанівна — капсули дозуванням 300 мг

## Результати клінічних досліджень
Згідно з клінічними дослідженнями, дозування валер'яни лікарської нижче 100 мг не має лікувальної дії, а якщо є позитивна динаміка, то це лише ефект плацебо. Разом з тим, у подвійному сліпому перехресному плацебо-контрольованому дослідженні пацієнтам з фізіологічним порушенням сну призначався екстракт кореня валеріани у разовій дозі 600 мг і добовій дозі 3 г. У пацієнтів істотно покращилися як об'єктивні, так і суб'єктивні показники структури сну.

## Історичні відомості
Про вплив валер'яни лікарської на вищу нервову діяльність було відомо ще лікарям Стародавньої Греції. Діоскорид писав про валер'яну як про «засоби, що здатен керувати думками». У середньовічній Європі цю рослину застосовували для лікування різноманітних нервових розладах, у тому числі при епілепсії. У XVI столітті екстракт валер'яни використовували як парфум. Знали про властивості валер'яни і в Стародавній Русі. У промислових масштабах її почали заготовлювати в Росії в XVIII сторіччі.
Відрізняється особливою дією на кішок, що схожа з дією наркотиків на людину. Звідси й народна назва рослини — «котяча трава» або «котячий корінь».

## Дія на котячих
Екстракт кореня валер'яни лікарської справляє незвичайну дію на домашніх котів та інших котячих (тигри, леви, пуми і т. д.). Дослідники пояснюють це тим, що актінідін, який міститься в екстракті кореня валер'яни, на запах схожий до 3-меркапто-3-метилбутан-1-олу, що міститься в сечі котячих.

## Збирання, переробка та зберігання
Заготовляють корені з кореневищами восени або рано навесні. Їх викопують лопатами, струшують землю, обрізують ножами надземні частини і швидко промивають у холодній проточній воді. Після цього пров'ялюють протягом двох-трьох днів і сушать за температури до 40°. Сировину пакують у тюки вагою по 50, 75 і 100 кг. Зберігають упаковану сировину у сухих, добре провітрюваних приміщеннях. Термін зберігання — три роки.